# Aeroportul Tucuruí
Aeroportul Tucuruí (IATA: TUR, ICAO: SBTU) este un aeroport din Tucuruí, Pará, Brazilia ce deservește zona Tucuruí. Aeroportul a fost tranzitat în 2022 de 3.833 de pasageri. A fost numit după zona deservită.
Situat la o altitudine de 253 m, aeroportul dispune de 1 pistă.

## Infrastructură

### Piste
Aeroportul dispune de o singură pistă. Pista 2/20 are suprafața de asfalt și dimensiunile 2.000 m × 45 m. 